# Петриков
Петриков (на беларуски: Петрыкаў; на руски: Петриков) е град в Беларус, административен център на Петриковски район, Гомелска област. Населението на града е 10 100 души (по приблизителна оценка от 1 януари 2018 г.).

## История
За пръв път селището е споменато през 1523 година, през 1938 година получава статут на град.